# Saint-André-de-Lidon

Saint-André-de-Lidon este o comună în departamentul Charente-Maritime, Franța. În 1 ianuarie 2022 avea o populație de 1.220 de locuitori.